# Monroe (Luisiana)
Monroe es una ciudad ubicada en la parroquia de Ouachita en el estado estadounidense del estado de Luisiana (Estados Unidos). En el Censo de 2010 tenía una población de 48 815 habitantes y una densidad de 581 hab./km². Es la octava ciudad más grande del estado y la ciudad principal del área estadística metropolitana de Monroe, la segunda área metropolitana más grande del norte de Luisiana. Es la sede de la Universidad de Luisiana en Monroe, fundada en 1931. Cuenta con el Aeropuerto Regional de Monroe. Al oeste, al otro lado del río Ouachita, se encuentra la ciudad de West Monroe.

## Historia
A principios del siglo XIX, la parroquia de Ouachita abarcaba el área entre los ríos Rojo y Misisipi, desde el norte de las parroquias de Concordia y Rapides hasta Misuri.
La zona estuvo escasamente poblada, principalmente por cazadores hasta finales del siglo XVIII. Bajo el dominio colonial español, Jean Baptiste Filhiol fue enviado desde el sur de Luisiana para supervisar el asentamiento del Poste du Ouachita en 1781. 

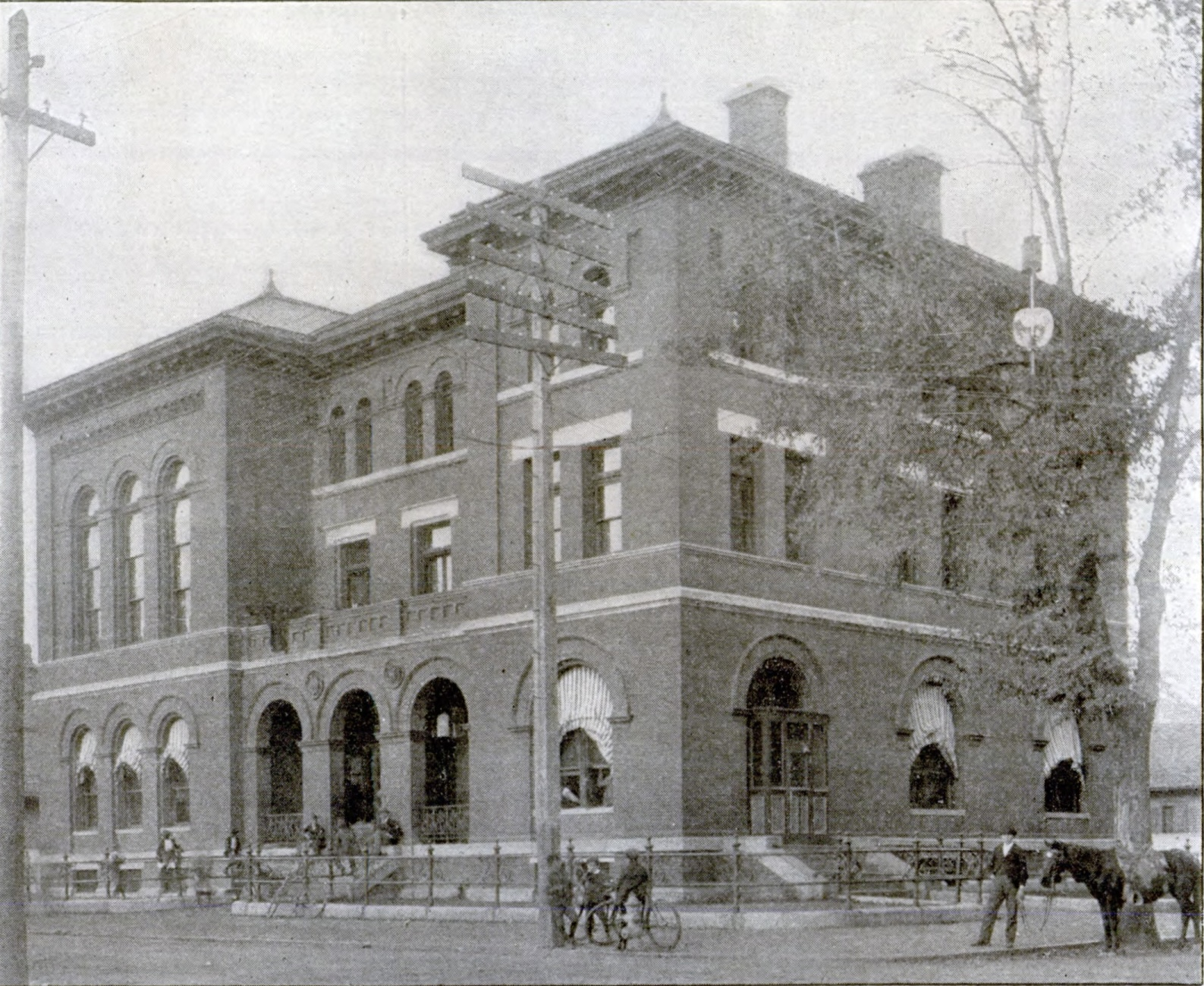
Palacio de Justicia y Oficina de Correos de los Estados Unidos de Moroe hacia 1901.

En 1785, Filhiol designó Prairie de Canots, o “Pradera de las Canoas”, como el centro gubernamental del Poste du Ouachita. En respuesta a una petición de los colonos, se construyó una fortificación en 1791 y se llamó Fuerte Miró en honor al gobernador español, Estavan Miró.
En 1819 fue renombrada en honor a la llegada del James Monroe, el primer barco de vapor que ascendió el río. La llegada del barco significó que los comerciantes y tramperos pudieran vender sus productos río abajo en Nueva Orleans.
En agosto y septiembre de 1863, la ciudad fue escenario de dos conflictos menores durante la Guerra de Secesión.
En 1913, Joseph A. Biedenharn, el primer embotellador de Coca-Cola, se mudó a Monroe desde Vicksburg, en Misisipi. Biedenharn y su hijo Malcolm estuvieron entre los fundadores de Delta Air Lines, originalmente Delta Dusters. Esa empresa fue fundada en Tallulah, en la parroquia de Madison. Se basó en productos y procesos desarrollados por la Estación Experimental Agrícola para espolvorear los cultivos desde los aviones con el fin de combatir los efectos devastadores que el picudo del algodón tenía en los cultivos de algodón. La casa y los jardines de Biedenharn se han conservado y ahora funcionan como Museo y Jardines de Biedenharn y están abiertos al público.
Collett E. Woolman, el agente de la parroquia de Ouachita, era originario de Indiana. Fue pionero en la fumigación de cultivos para erradicar el picudo del algodón, que destruyó el algodón en todo el delta del Misisipi a principios del siglo XX. Woolman creó el primer servicio de fumigación de cultivos del mundo.

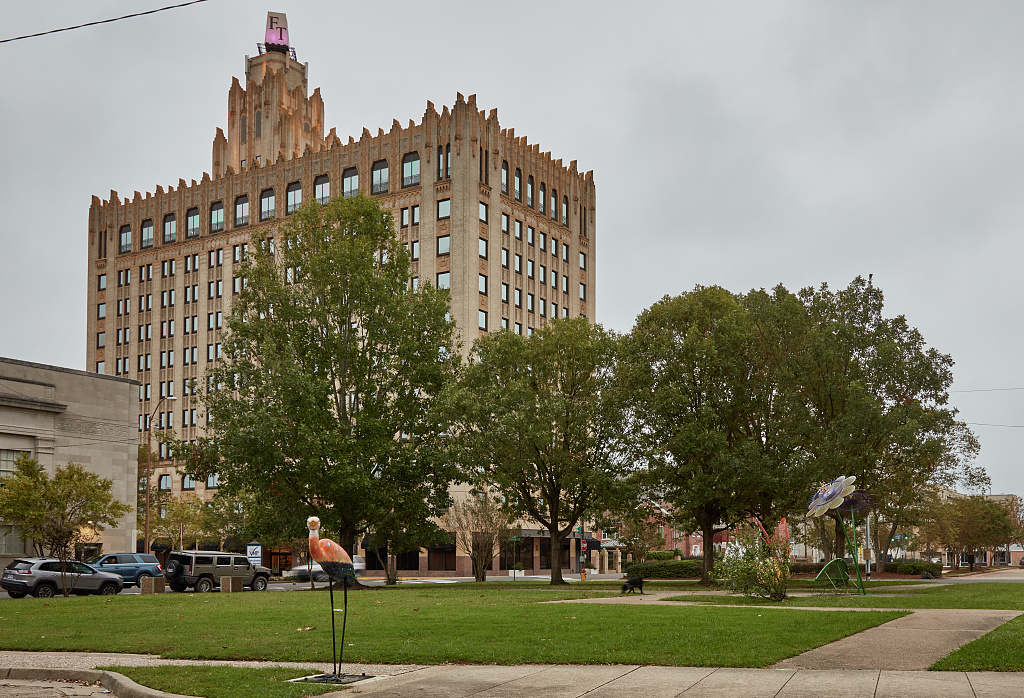
La Torre Francis, de estilo art déco.

El colapso de la producción de algodón significó una pérdida generalizada de empleos agrícolas, lo que contribuyó a la Gran Migración de principios del siglo XX, cuando un total de 1,5 millones de afroamericanos abandonaron el sur rural para buscar empleo en las ciudades del norte y el Medio Oeste. También escapaban de las condiciones raciales opresivas y la violencia bajo Jim Crow y la privación de derechos que excluía a la mayoría de los negros del sistema político.  
En 1930, Walter C. Hedrick & Company construyó el Hotel Frances,, un edificio de 11 pisos que aún se destaca en el skyline de la ciudad.
Howard D. Griffin compró un concesionario de barcos en 1936 mientras estudiaba en lo que se convirtió en la Universidad de Louisiana Monroe. En la década de 1960, la empresa de Griffin se había convertido en el concesionario de motores fuera de borda más grande del mundo y él también vendía motocicletas. De 1955 a 1985, Griffin y su esposa, Birdie M. Griffin (1915-1985), operaron su tienda de temporada Land O' Toys en Monroe.

## Geografía

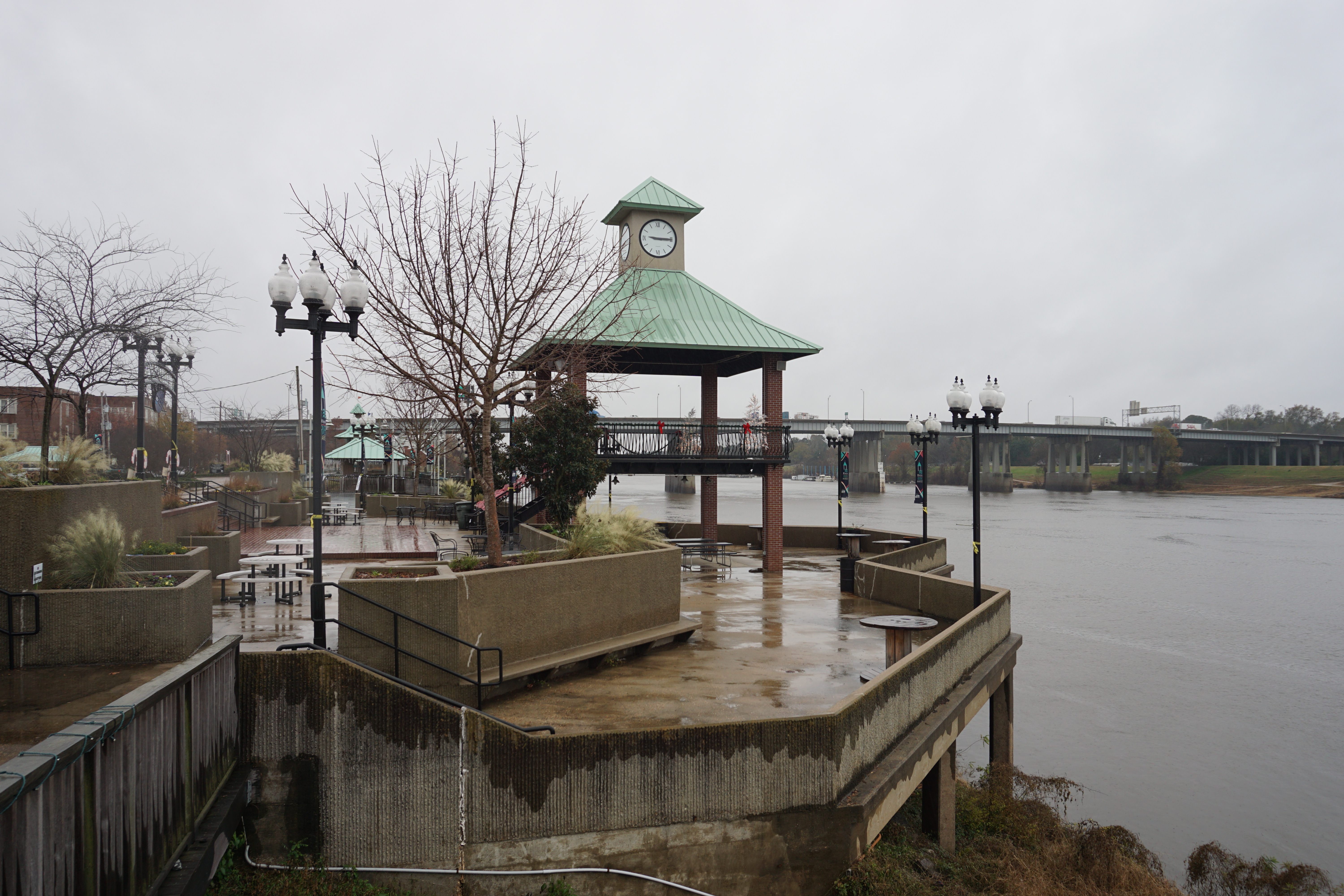
El Río Ouachita a su paso por Monroe.

Ubicada en el noreste de Luisiana, Monroe es el centro del área estadística metropolitana de Monroe. Es la sede parroquial de la parroquia de Ouachita y el centro económico y cultural del noreste de Luisiana. Monroe tiene una elevación de 21,9 m s. n. m. Según la Oficina del Censo de los Estados Unidos, Monroe tiene una superficie total de 84.06 km², de la cual 75.66 km² corresponden a tierra firme y (9.99 %) 8.39 km² es agua. La superficie total es 11,46% agua. 
Al oeste, al otro lado del río Ouachita, se encuentra la ciudad de West Monroe.

## Demografía
Según el censo de 2010, había 48 815 personas residiendo en Monroe. La densidad de población era de 580,73 hab./km². De los 48 815 habitantes, Monroe estaba compuesto por el 33.42 % blancos, el 63.89 % eran afroamericanos, el 0.17 % eran amerindios, el 1.06 % eran asiáticos, el 0.05 % eran isleños del Pacífico, el 0.32 % eran de otras razas y el 1.09 % pertenecían a dos o más razas. Del total de la población el 1.15 % eran hispanos o latinos de cualquier raza.
Monroe tiene una población de aproximadamente 48.000 habitantes, mientras que la vecina West Monroe, al otro lado del río, alberga a unos 13.000 residentes.

## Arte y cultura

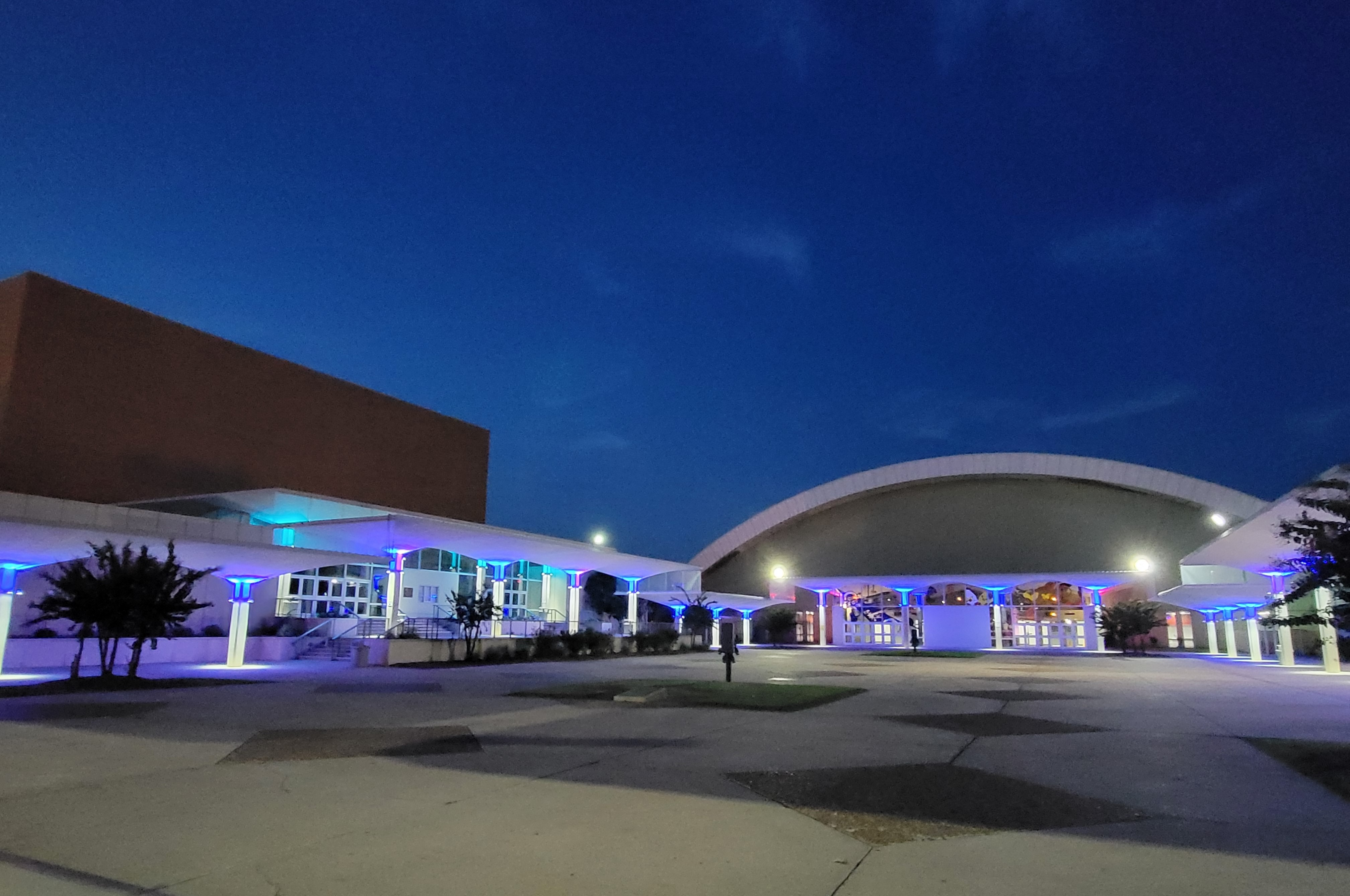
Centro Cívico de Monroe.

El Centro Cívico de Monroe tiene 4.100 m2 de espacio de exhibición junto con 5.600 localidades, con una capacidad potencial mayor de hasta 7.200 localidades. El estadio alberga eventos como banquetes, circos y rodeos.
El centro también alberga el salón de conferencias B. D. Robinson, el centro de convenciones Monroe, el pabellón ecuestre y el teatro W. L. Jack Howard con capacidad para 2200 localidades, que lleva el nombre de W. L. "Jack" Howard, el nativo de la Parroquia de Union que sirvió como alcalde de Monroe de 1956 a 1972 y nuevamente de 1976 a 1978. El Centro Recreativo Harvey H. Benoit se utiliza para juegos de baloncesto y tiene canchas de tenis al aire libre.
El área de Monroe alberga varios museos, incluido el Museo Infantil del Noreste de Luisiana, el Museo y Jardines Biedenharn, el Museo Militar y de Aviación de Chennault, el Museo de Artes Masur, y el Museo del Patrimonio Afroamericano del Delta del Noreste de Luisiana. Este es uno de los 26 sitios identificados a principios del siglo XXI como parte de la Ruta del Patrimonio Afroamericano de Luisiana.